# مایرا برکینریج (فیلم)
مایرا برکینریج (به انگلیسی: Myra Breckinridge) فیلمی محصول سال ۱۹۷۰ و به کارگردانی مایکل سرنی است. در این فیلم بازیگرانی همچون می وست، جان هیوستون، راکل ولش، رکس رید، فارا فاست، راجر کارمل، کلوین لوکهارت، جورج فورث، جان کارادین، اندی دیواین، گریدی ساتن، کاتلین فریمن، باک کارتالیان، تام سلک، تونی بازیل، دن هدایا و ویلیام هوپر ایفای نقش کرده‌اند.